# UD트럭 카제트
UD트럭 카제트(영어: UD Truck Kazet, 일본어: UD・カゼット)는 일본 UD 트럭사가 생산하는 소형 트럭으로 2014년에 출시되었다.

## 개요
2014년 9월에 발표했고 닛산 디젤 콘도르 10-30형 모델의 후속으로 출시되었다. 후륜구동, 4륜구동 차량으로 구성되었고 변속기의 경우 6단 반자동 변속기와 5단 수동 변속기가 탑재되었다. 또한 엔진의 경우 FPT 컴포레이션, 다임러 AG, 미쓰비시가 공동으로 개발한 직렬 4기통 엔진인 4P10형이 탑재되었고 DPF 기술과 SCR, CRDi 방식이 적용되었다. 2015년 1월에 카제트 RK 차량이 출시되면서 이전에 등장한 차량들은 카제트 SK/카제트 SF로 명칭이 변경되었다.

## 같이 보기
- UD트럭
- 닛산 디젤 큐온
- UD트럭 쿠제
- UD트럭 크로너
- UD트럭 퀘스터
- UD트럭 SLF